# Otgony Mönchceceg
Otgony Mönchceceg (mong. Отгоны  Мөнхцэцэг; ur. 16 marca 1988) – mongolska judoczka. Olimpijka z Tokio 2020, gdzie zajęła siedemnaste miejsce w wadze półciężkiej.
Uczestniczka mistrzostw świata w 2019. Startowała w Pucharze Świata w latach 2009-2012, 2019 i 2020. Siódma na mistrzostwach Azji w 2019 roku.

## Letnie Igrzyska Olimpijskie 2020
| Konkurencja | Eliminacje          | Klas. końcowa |
| Konkurencja | Przeciwnik I        | Miejsce       |
| ----------- | ------------------- | ------------- |
| 78 kg       | Inbar Lanir (ISR) P | 17.           |